# Urmiri
Belén de Urmiri, o simplemente Urmiri, es una localidad y municipio de Bolivia ubicado en la provincia de Frías en el departamento de Potosí.
El municipio fue creado mediante la Ley 1512 el 10 de noviembre de 1993, durante el gobierno de Gonzalo Sánchez de Lozada.

## Ubicación
El municipio Urmiri es uno de los cuatro municipios de la provincia de Frías. Limita al este con el municipio de Yocalla, al sur con la provincia de Quijarro, al noroeste con el departamento de Oruro, y al noreste con el municipio de Tinguipaya.

## Geografía
El municipio de Urmiri cubre una gran meseta escasamente poblada de 1.300 km² entre la ciudad de Potosí en el sureste y el Lago Poopó en el noroeste, que está atravesado por numerosos ríos. Las temperaturas durante todo el año están cerca del límite de congelación durante el día, con precipitaciones significativas solo en los meses de verano, y muchos de los ríos se secan en gran parte durante el invierno. 
El clima de Urmiri es semiárido frío (BSk), según la clasificación climática de Köppen.

## Demografía
De acuerdo con el censo boliviano de 2024, la población del municipio de Urmiri es de 3 162 habitantes.
La población del municipio se duplicó entre 1992 y 2024:
| Año  | Habitantes (municipio) | Fuente |
| ---- | ---------------------- | ------ |
| 1992 | 1 521                  | Censo  |
| 2001 | 2 025                  | Censo  |
| 2012 | 2 759                  | Censo  |
| 2024 | 3 162                  | Censo  |

## Transporte
Urmiri se ubica a 76 kilómetros por carretera al noroeste de Potosí, la capital del departamento.
Desde Potosí, la Ruta 1 conduce hacia el norte a través de Tarapaya y Yocalla hasta las ciudades de Oruro y El Alto, la ciudad vecina de La Paz, y finalmente hasta Desaguadero en el lago Titicaca.
A diecinueve kilómetros al noroeste de Yocalla, un camino rural sin pavimentar se bifurca de la carretera principal pavimentada en dirección oeste, serpentea hasta el río Pilcomayo y llega a Urmiri después de un total de doce kilómetros.